# James Hay, 15. Earl of Erroll

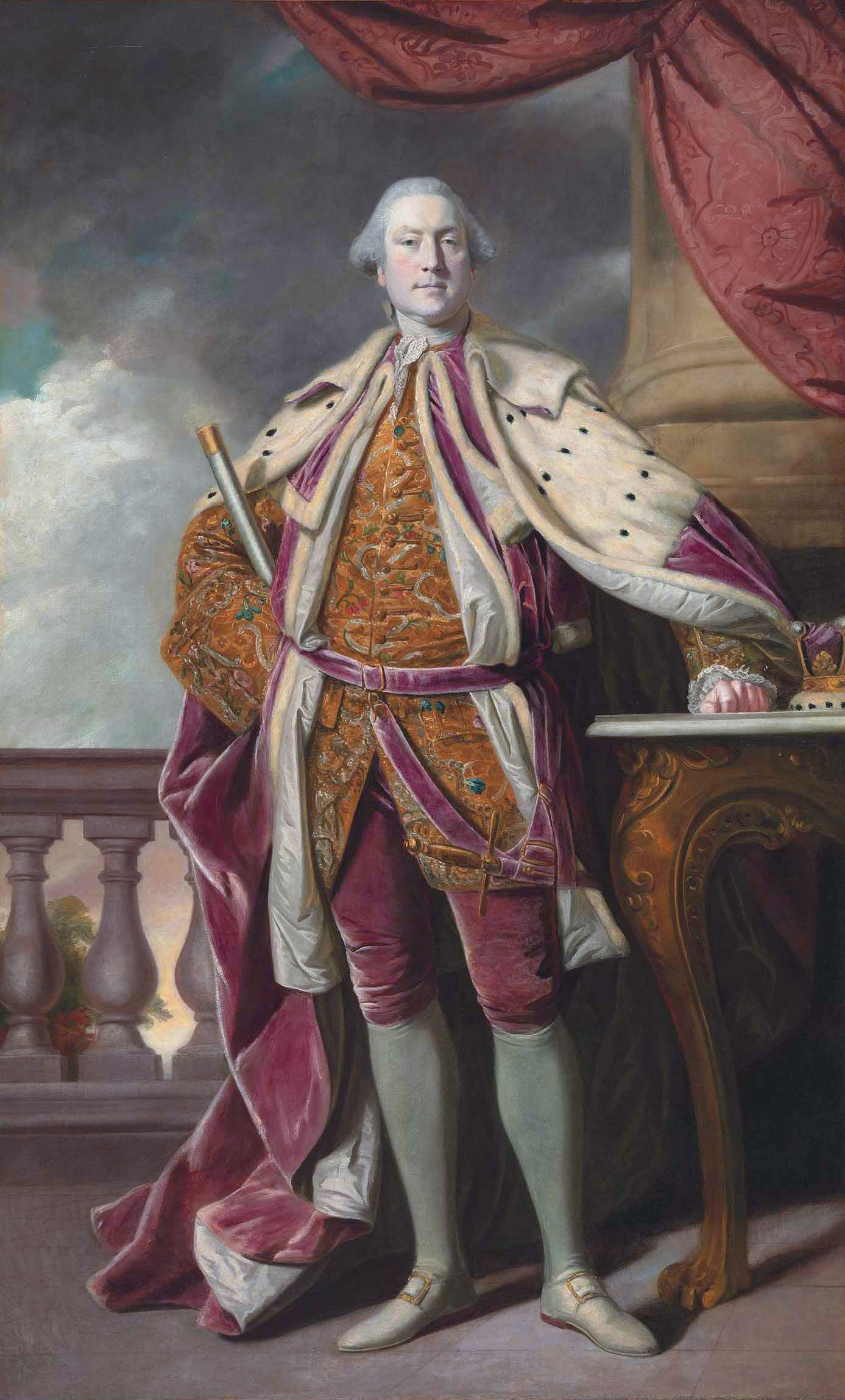
James Hay, 15. Earl of Erroll

James Hay, 15. Earl of Erroll (geborener Boyd; * 20. April 1726 in Falkirk; † 3. Juli 1778 in Falkirk) war ein schottisch-britischer Peer und Politiker.

## Leben
Er war der zweitgeborene Sohn von William Boyd, 4. Earl of Kilmarnock und Lady Anne Livingston. Seit sein älterer Bruder William Boyd 1728 jung starb, führte James als Heir apparent seines Vaters zu dessen Lebzeiten den Höflichkeitstitel Lord Boyd.
In der Schlacht bei Culloden am 16. April 1746 kämpfte er auf Seiten der britischen Regierung, während sein Vater in der Schlacht auf Seiten der schottischen Rebellen kämpfte, in Gefangenschaft geriet, seine Adelstitel aberkannt bekam und als Hochverräter hingerichtet wurde. 1751 erreichte James, dass er die Ländereien seines Vaters in und um Kilmarnock in Besitz nehmen konnte.
Von 1751 bis 1752 amtierte er als Großmeister der schottischen Freimaurergroßloge.
Als am 19. August 1758 seine Großtante mütterlicherseits Mary Hay, 14. Countess of Erroll, starb, erbte er von ihr die Titel als 15. Earl of Erroll und 16. Lord Hay, das Staatsamt des Lord High Constable of Scotland und nahm deren Familiennamen Hay an.
Von 1770 bis 1774 war er als schottischer Representative Peer Mitglied des britischen House of Lords. Im Parlament gehörte er der Partei der Torys an. Von 1770 bis 1778 amtierte er als Lord of Police for Scotland.

## Ehen und Nachkommen
In erster Ehe heiratete er 1749 Rebecca Lockhart († 1761), Tochter des Alexander Lockhart, Lord Covington, Richter am Court of Session. Mit ihr hatte er eine Tochter:
- Lady Mary Hay (* 1754), ⚭ 1770 John Scott of Balcomie († 1775).

Nach dem Tod seiner ersten Gattin heiratete er 1762 in zweiter Ehe Isabella Carr (1747–1808), mit der er zwölf Kinder hatte:
- Lady Charlotte Hay (1763–1800), ⚭ 1797 Rev. William Holwell;
- Lady Isabella Anne Hay (1765–1793);
- Lady Augusta Hay (1766–1822), ⚭ 1788 George Boyle, 4. Earl of Glasgow;
- George Hay, 16. Earl of Erroll (1767–1798), ⚭ 1790 Elizabeth Jemima Blake;
- Lady Harriet Jane Hay (1768–1812);
- William Hay, 17. Earl of Erroll (1772–1819), ⚭ (1) 1792 Jane Bell, ⚭ (2) 1796 Alicia Eliot;
- Lady Margaret Hay (1769–1832), ⚭ 1789 Charles Camerone;
- Lady Maria Elizabeth Hay (1771–1804), ⚭ 1795 Rev. George Moore;
- Lady Frances Hay (1773–1806);
- Lady Flaminia Hay (1774–1821), ⚭ 1809 George James;
- Lady Jemima Hay (* 1776);
- Hon. James Hay († 1797).

Er starb am 3. Juli 1778 in Callendar House bei Falkirk.